# Zofia Ryży
Zofia Ryży (ur. w 1903 w Polonezköy, zm. w 1986 tamże) – działaczka polonijna w Turcji. 
Zofia była najmłodszym dzieckiem Wincentego Ryży i Zofii z Kępków. Mieszkając całe życie w Polonezköy krzewiła tam kulturę polską, kontynuując tradycje rodzinne. Jej dziad od strony matki, Ignacy Kępka, był jednym z pierwszych polskich osadników w Adampolu, natomiast jej ojciec, Wincenty, w młodości był zesłany na Sybir za działalność patriotyczną. 
Była ostatnią mieszkanką rodzinnego domu, zbudowanego przez ojca w 1883 r. (obecnie Dom Pamięci Zofii Ryży) w Polonezköy, który do dziś jest ośrodkiem polonijnym w Turcji. 
W 1929 r. gościła w Polsce na wystawie przemysłowej w Poznaniu, zaś w 1934 r. uczestniczyła w zjeździe Polonii. Także po II wojnie światowej bywała wielokrotnie w kraju przodków, m.in. w 1967 i w 1981 r. W 1975 r. w uznaniu zasług została odznaczona przez Radę Państwa PRL Srebrnym Krzyżem Zasługi. W 1981 r. od Towarzystwa Łączności z Polonią Zagraniczną "Polonia" otrzymała dyplom za wybitne osiągnięcia w dziele umacniania więzi Polonii z Macierzą.
Zofia Ryży zmarła w rodzinnym domu i została pochowana obok swoich rodziców na adampolskim cmentarzu.